# 行政主席選挙
行政主席選挙（ぎょうせいしゅせきせんきょ）とは、アメリカ施政権下の沖縄で行われた、行政主席を選ぶための選挙をいう。

## 直接選挙制に至る経緯
1950年発足の群島知事は、住民の直接選挙によって選ばれたが、琉球政府が設立されたとき、行政主席は米国民政府による直接任命されることとされた。その後、立法院の有力者に諮ったり、立法院の指名による選出など、米国民政府は一定の譲歩を図ったが、それでも直接選挙制の要求は収まらず、1968年に住民による直接選挙制が導入されることになった。

## 概要
行政主席選挙は立法院議員選挙と同日に行われ、任期も立法院議員と同様3年であった。
任期満了に伴う選挙のことを「通常選挙」という。

## 選挙権および被選挙権
- 選挙権は20歳以上、被選挙権は30歳以上の「日本国民」（本土に本籍を有する者でも可）に与えられた。

## 行政主席通常選挙の一覧
| 回                    | 投票日         | 投票率 | 備考                                       |
| --------------------- | -------------- | ------ | ------------------------------------------ |
| 第1回行政主席通常選挙 | 1968年11月10日 | 89.11% | この選挙が唯一の行政主席直接選挙であった。 |